# Neopomphale pinguicornis
Neopomphale pinguicornis är en stekelart som beskrevs av Christer Hansson och Lasalle 2003. Neopomphale pinguicornis ingår i släktet Neopomphale och familjen finglanssteklar. Inga underarter finns listade i Catalogue of Life.